# طواف الدنمارك 2024
طواف الدنمارك 2024 (بالدنماركية: PostNord Danmark Rundt 2024) هو سباق دراجات هوائية، وهو الموسم الثالث والثلاثين من طواف الدنمارك، وأقيم خلال الفترة من 14 أغسطس 2024، وحتى 18 أغسطس 2024، وشارك فيه  133 متسابقاً ووصل إلى نهايته  118 متسابقاً.
فاز بالمركز الأول وفي ترتيب النقاط للشباب ارنو دي لاي، وحلَّ في المركز الثاني ماغنوس كورت نيلسن، بينما جاء Anders Foldager ‏ في المركز الثالث، أما ترتيب الفرق، فقد فاز به 2024 Team dsm-firmenich PostNL ‏، بينما فاز توبياس لوند أندرسن ‏ بترتيب النقاط، في حين نال Kristian Egholm ‏ صدارة تصنيف الجبال.

## الفرق
| فرق عالمية (3)- Alpecin-Deceuninck - Team dsm-firmenich PostNL - UAE Team Emirates فرق برو (9)- بنجوال باوليز ساوكس دبليو بي ‏ - سبورت فلاندرين بالويس ‏ - Lotto Dstny - تيم نوفو نورديسك ‏ - فريق Q36.5 موسم 2024 ‏ - Unibet Tietema Rockets ‏ - سويس ريسينغ أكادمي 2024 ‏ - أونو-إكس موبيليتي ‏ - VF Group-Bardiani CSF-Faizané فرق قارية (7)- ريستورانت سوري كارل راس ‏ - بي إتش إس - بل بيتون بورنهولم 2024 ‏ - كولوكويك 2024 ‏ - تيم كووب ‏ - Lidl–Trek Future Racing ‏ - Mazowsze Serce Polski ‏ - Parkhotel Valkenburg CT ‏ فريق وطني- فريق الدنمارك لركوب الدراجات للرجال ‏ |  |
| |  |

## المراحل
| قائمة المراحل | قائمة المراحل | قائمة المراحل             | قائمة المراحل               | قائمة المراحل | قائمة المراحل | قائمة المراحل       | قائمة المراحل       |
| المرحلة       | التاريخ       | الدورة                    |                             | المسافة (كم)  | الارتفاع      | الفائز بالمرحلة     | القائد العام        |
| ------------- | ------------- | ------------------------- | --------------------------- | ------------- | ------------- | ------------------- | ------------------- |
| المرحلة 1     | 14 أغسطس      | هولستيبرو – هولستيبرو     | سباق الطريق ضد الساعة للفرق | 13٫7          | 61 م          | سنويب               | توبياس لوند أندرسن ‏ |
| المرحلة 2     | 15 أغسطس      | Ringkøbing ‏ – فايله       | مرحلة جبلية                 | 231٫3         | 2٬000 م       | ماغنوس كورت نيلسن   | ارنو دي لاي         |
| المرحلة 3     | 16 أغسطس      | كولدنغ – هادرسلف ‏         | مرحلة مستوية                | 156٫1         | 1٬300 م       | توبياس لوند أندرسن ‏ | ارنو دي لاي         |
| المرحلة 4     | 17 أغسطس      | Store Heddinge ‏ – Holbæk ‏ | مرحلة مستوية                | 177٫7         | 1٬200 م       | Jelte Krijnsen ‏     | ارنو دي لاي         |
| المرحلة 5     | 18 أغسطس      | روسكيلدا – Bagsværd ‏      | مرحلة مستوية                | 157٫5         | 900 م         | توبياس لوند أندرسن ‏ | ارنو دي لاي         |

## النتيجة

### مرحلة 1
هي مرحلة من نوع سباق الزمن على الطريق للفرق، أقيمت في 14 أغسطس 2024، وامتدّت لمسافة 13.7 كيلومتر. فاز بالمركز الأول، أما ترتيب الفرق، فقد فاز به 2024 Team dsm-firmenich PostNL ‏، وحلَّ في المركز الثاني Johan Dorussen ‏، وحلَّ في المركز الثاني فريق الإمارات 2024 ‏، بينما جاء ايفو أوليفيرا في المركز الثالث، بينما جاء 2024 Lotto Dstny ‏ في المركز الثالث، وتصدر ترتيب التسلق يسبر راش ‏، وتصدر الترتيب العام وترتيب النقاط وترتيب الشباب توبياس لوند أندرسن ‏.

| التصنيف العام                           | التصنيف العام       | التصنيف العام | التصنيف العام | التصنيف العام |
| العداء                                  | العداء              | الفريق        | الوقت         |               |
| --------------------------------------- | ------------------- | ------------- | ------------- | ------------- |
| 1                                       | توبياس لوند أندرسن ‏ | سنويب         | 14 د 31 ث     |               |
| 2                                       | Johan Dorussen ‏     | سنويب         | + 0 ث         |               |
| 3                                       | إيفو أوليفيرا       | فريق الإمارات | + 0 ث         |               |
| 4                                       | فرانك فان دن بروك ‏  | سنويب         | + 0 ث         |               |
| 5                                       | Finn Fisher-Black ‏  | فريق الإمارات | + 1 ث         |               |
| 6                                       | ميكيل بيرج          | فريق الإمارات | + 1 ث         |               |
| 7                                       | Sjoerd Bax ‏         | فريق الإمارات | + 1 ث         |               |
| 8                                       | Jenno Berckmoes ‏    | لوتو سودال    | + 3 ث         |               |
| 9                                       | جاسبر دي بويست      | لوتو سودال    | + 3 ث         |               |
| 10                                      | ارنو دي لاي         | لوتو سودال    | + 3 ث         |               |
|                                         |                     |               |               |               |
| مصادر: ProCyclingStats Cycling Quotient |                     |               |               |               |

### مرحلة 2
هي مرحلة جبلية، أقيمت في 15 أغسطس 2024، وامتدّت لمسافة 231.3 كيلومتر. فاز بالمركز الأول وبالمركز الثاني، وتصدر ترتيب النقاط ماغنوس كورت نيلسن، وحلَّ في المركز الثاني ارنو دي لاي، وتصدر الترتيب العام وترتيب الشباب، بينما جاء سورين كراغ أندرسن في المركز الثالث، بينما جاء Anders Foldager ‏ في المركز الثالث، أما ترتيب الفرق، فقد فاز به 2024 Team dsm-firmenich PostNL ‏، وتصدر تصنيف القتال Jasper Dejaegher ‏، وتصدر ترتيب التسلق Daniel Stampe ‏.

| التصنيف العام                           | التصنيف العام      | التصنيف العام                        | التصنيف العام | التصنيف العام |
| العداء                                  | العداء             | الفريق                               | الوقت         |               |
| --------------------------------------- | ------------------ | ------------------------------------ | ------------- | ------------- |
| 1                                       | ارنو دي لاي        | لوتو سودال                           | 5 س 31 د 38 ث |               |
| 2                                       | ماغنوس كورت نيلسن  | أونو-إكس موبيليتي ‏                   | + 0 ث         |               |
| 3                                       | Anders Foldager ‏   | فريق الدنمارك لركوب الدراجات للرجال ‏ | + 18 ث        |               |
| 4                                       | سورين كراغ أندرسن  | البيسين فينيكس                       | + 24 ث        |               |
| 5                                       | Jenno Berckmoes ‏   | لوتو سودال                           | + 33 ث        |               |
| 6                                       | فرانك فان دن بروك ‏ | سنويب                                | + 34 ث        |               |
| 7                                       | Michael Gogl ‏      | البيسين فينيكس                       | + 42 ث        |               |
| 8                                       | ماتيو ترينتين      | سويس ريسينغ أكادمي ‏                  | + 54 ث        |               |
| 9                                       | شون فلين ‏          | سنويب                                | + 57 ث        |               |
| 10                                      | ميكيل بيرج         | فريق الإمارات                        | + 1 د 05 ث    |               |
|                                         |                    |                                      |               |               |
| مصادر: ProCyclingStats Cycling Quotient |                    |                                      |               |               |

### مرحلة 3
هي مرحلة مستوية، أقيمت في 16 أغسطس 2024، وامتدّت لمسافة 156.1 كيلومتر. فاز بالمركز الأول توبياس لوند أندرسن ‏، وفاز بالمركز الثالث وبالمركز الثاني ماغنوس كورت نيلسن، وحلَّ في المركز الثاني ارنو دي لاي، وتصدر ترتيب الشباب وترتيب النقاط والترتيب العام، بينما جاء Anders Foldager ‏ في المركز الثالث، وتصدر ترتيب التسلق Daniel Stampe ‏، أما ترتيب الفرق، فقد فاز به 2024 Team dsm-firmenich PostNL ‏، وتصدر تصنيف القتال Martin Szokody ‏.

| التصنيف العام                           | التصنيف العام       | التصنيف العام                        | التصنيف العام | التصنيف العام |
| العداء                                  | العداء              | الفريق                               | الوقت         |               |
| --------------------------------------- | ------------------- | ------------------------------------ | ------------- | ------------- |
| 1                                       | ارنو دي لاي         | لوتو سودال                           | 8 س 48 د 28 ث |               |
| 2                                       | ماغنوس كورت نيلسن   | أونو-إكس موبيليتي ‏                   | + 5 ث         |               |
| 3                                       | Anders Foldager ‏    | فريق الدنمارك لركوب الدراجات للرجال ‏ | + 27 ث        |               |
| 4                                       | سورين كراغ أندرسن   | البيسين فينيكس                       | + 33 ث        |               |
| 5                                       | Jenno Berckmoes ‏    | لوتو سودال                           | + 41 ث        |               |
| 6                                       | فرانك فان دن بروك ‏  | سنويب                                | + 43 ث        |               |
| 7                                       | Michael Gogl ‏       | البيسين فينيكس                       | + 51 ث        |               |
| 8                                       | ماتيو ترينتين       | سويس ريسينغ أكادمي ‏                  | + 1 د 03 ث    |               |
| 9                                       | شون فلين ‏           | سنويب                                | + 1 د 06 ث    |               |
| 10                                      | Andreas Leknessund ‏ | أونو-إكس موبيليتي ‏                   | + 1 د 20 ث    |               |
|                                         |                     |                                      |               |               |
| مصادر: ProCyclingStats Cycling Quotient |                     |                                      |               |               |

### مرحلة 4
هي مرحلة مستوية، أقيمت في 17 أغسطس 2024، وامتدّت لمسافة 177.7 كيلومتر. فاز بالمركز الأول Jelte Krijnsen ‏، وحلَّ في المركز الثاني ماغنوس كورت نيلسن، وحلَّ في المركز الثاني Anton Stensby ‏، بينما جاء Anders Foldager ‏ في المركز الثالث، بينما جاء توبياس لوند أندرسن ‏ في المركز الثالث، وتصدر ترتيب النقاط، وتصدر تصنيف القتال Pelle Køster ‏، أما ترتيب الفرق، فقد فاز به 2024 Team dsm-firmenich PostNL ‏، وتصدر الترتيب العام وترتيب الشباب ارنو دي لاي، وتصدر ترتيب التسلق Kristian Egholm ‏.

| التصنيف العام                           | التصنيف العام       | التصنيف العام                        | التصنيف العام  | التصنيف العام |
| العداء                                  | العداء              | الفريق                               | الوقت          |               |
| --------------------------------------- | ------------------- | ------------------------------------ | -------------- | ------------- |
| 1                                       | ارنو دي لاي         | لوتو سودال                           | 12 س 37 د 56 ث |               |
| 2                                       | ماغنوس كورت نيلسن   | أونو-إكس موبيليتي ‏                   | + 5 ث          |               |
| 3                                       | Anders Foldager ‏    | فريق الدنمارك لركوب الدراجات للرجال ‏ | + 27 ث         |               |
| 4                                       | سورين كراغ أندرسن   | البيسين فينيكس                       | + 33 ث         |               |
| 5                                       | Jenno Berckmoes ‏    | لوتو سودال                           | + 41 ث         |               |
| 6                                       | Michael Gogl ‏       | البيسين فينيكس                       | + 51 ث         |               |
| 7                                       | فرانك فان دن بروك ‏  | سنويب                                | + 52 ث         |               |
| 8                                       | ماتيو ترينتين       | سويس ريسينغ أكادمي ‏                  | + 1 د 03 ث     |               |
| 9                                       | شون فلين ‏           | سنويب                                | + 1 د 06 ث     |               |
| 10                                      | Andreas Leknessund ‏ | أونو-إكس موبيليتي ‏                   | + 1 د 29 ث     |               |
|                                         |                     |                                      |                |               |
| مصادر: ProCyclingStats Cycling Quotient |                     |                                      |                |               |

### مرحلة 5
هي مرحلة مستوية، أقيمت في 18 أغسطس 2024، وامتدّت لمسافة 157.5 كيلومتر. فاز بالمركز الأول، وتصدر ترتيب النقاط توبياس لوند أندرسن ‏، وحلَّ في المركز الثاني Enrico Zanoncello ‏، بينما جاء ماغنوس كورت نيلسن في المركز الثالث، وتصدر الترتيب العام وترتيب الشباب ارنو دي لاي، أما ترتيب الفرق، فقد فاز به 2024 Team dsm-firmenich PostNL ‏، وتصدر ترتيب التسلق Kristian Egholm ‏، وتصدر تصنيف القتال Victor Grue Enggaard ‏.

| التصنيف العام                           | التصنيف العام     | التصنيف العام      | التصنيف العام  | التصنيف العام |
| العداء                                  | العداء            | الفريق             | الوقت          |               |
| --------------------------------------- | ----------------- | ------------------ | -------------- | ------------- |
| 1                                       | ارنو دي لاي       | لوتو سودال         | 18 س 56 د 14 ث |               |
| 2                                       | ماغنوس كورت نيلسن | أونو-إكس موبيليتي ‏ | + 1 ث          |               |
| 3                                       | Anders Foldager ‏  | فريق جايكو-العلا   | + 27 ث         |               |
|                                         |                   |                    |                |               |
| مصادر: ProCyclingStats Cycling Quotient |                   |                    |                |               |

## المشاركون
| Lidl–Trek Future Racing ‏ LTF      | Lidl–Trek Future Racing ‏ LTF | Lidl–Trek Future Racing ‏ LTF |
| --------------------------------- | ---------------------------- | ---------------------------- |
| م                                 | عداء                         | مرتبة                        |
| 1                                 | DEN                          |                              |
| 2                                 | Liam O'Brien‏                 |                              |
| 3                                 | Cole Kessler‏                 |                              |
| 4                                 | Matteo Milan ‏                |                              |
| 5                                 | Martin Pedersen ‏             |                              |
| 6                                 | Cameron Rogers (cyclist) ‏    |                              |
| 7                                 | Tim Torn Teutenberg ‏         |                              |
| مدير الرياضة: Sebastian Andersen ‏ |                              |                              |

| أونو-إكس موبيليتي ‏ UXM        | أونو-إكس موبيليتي ‏ UXM | أونو-إكس موبيليتي ‏ UXM |
| ----------------------------- | ---------------------- | ---------------------- |
| م                             | عداء                   | مرتبة                  |
| 11                            | Louis Bendixen ‏        |                        |
| 12                            | Carl-Frederik Bévort ‏  |                        |
| 13                            | Rasmus Bøgh Wallin ‏    |                        |
| 14                            | ماغنوس كورت نيلسن      |                        |
| 15                            | Andreas Leknessund ‏    |                        |
| 16                            | William Blume Levy ‏    |                        |
| 17                            | نيكلاس لارسن           |                        |
| مدير الرياضة: كريستيان أندرسن |                        |                        |

| Team dsm-firmenich PostNL DFP | Team dsm-firmenich PostNL DFP | Team dsm-firmenich PostNL DFP |
| ----------------------------- | ----------------------------- | ----------------------------- |
| م                             | عداء                          | مرتبة                         |
| 21                            | توبياس لوند أندرسن ‏           |                               |
| 22                            | وارن بارجويل                  |                               |
| 23                            | فرانك فان دن بروك ‏            |                               |
| 24                            | الكسندر ادموندسون             |                               |
| 25                            | Johan Dorussen ‏               | لم يكمل السباق-2              |
| 26                            | Nils Eekhoff ‏                 |                               |
| 27                            | شون فلين ‏                     |                               |

| Alpecin-Deceuninck ADC | Alpecin-Deceuninck ADC | Alpecin-Deceuninck ADC |
| ---------------------- | ---------------------- | ---------------------- |
| م                      | عداء                   | مرتبة                  |
| 31                     | سورين كراغ أندرسن      |                        |
| 32                     | توبياس باير            |                        |
| 33                     | Michael Gogl ‏          |                        |
| 34                     | جيمي يانسون            |                        |
| 35                     | Jonas Rickaert ‏        |                        |
| 36                     | Marceli Bogusławski ‏   | لم يكمل السباق-2       |
| 37                     | سيمون دهيرز ‏           |                        |

| UAE Team Emirates UAD | UAE Team Emirates UAD  | UAE Team Emirates UAD |
| --------------------- | ---------------------- | --------------------- |
| م                     | عداء                   | مرتبة                 |
| 41                    | Sjoerd Bax ‏            |                       |
| 42                    | Mikkel Norsgaard Bjerg | لم يكمل السباق-3      |
| 43                    | Finn Fisher-Black ‏     |                       |
| 44                    | ألفارو هودج            |                       |
| 45                    | دومين نوفاك (طريق)     |                       |
| 46                    | إيفو أوليفيرا          |                       |
| 47                    | روي أوليفيرا           |                       |

| Lotto Dstny LTD | Lotto Dstny LTD           | Lotto Dstny LTD |
| --------------- | ------------------------- | --------------- |
| م               | عداء                      | مرتبة           |
| 51              | Jenno Berckmoes ‏          |                 |
| 52              | Logan Currie ‏ (زمني فردي) |                 |
| 53              | جاسبر دي بويست            |                 |
| 54              | ارنو دي لاي (طريق)        |                 |
| 55              | Jarrad Drizners ‏          | لم يبدأ-2       |
| 56              | سيباستيان غرينيار ‏        |                 |
| 57              | Florian Vermeersch ‏       |                 |

| فريق الدراجات Q36.5 ‏ Q36 | فريق الدراجات Q36.5 ‏ Q36 | فريق الدراجات Q36.5 ‏ Q36 |
| ------------------------ | ------------------------ | ------------------------ |
| م                        | عداء                     | مرتبة                    |
| 61                       | Walter Calzoni ‏          |                          |
| 62                       | Nicolò Parisini ‏         |                          |
| 63                       | Filippo Conca ‏           |                          |
| 64                       | فريدريك فريزون           |                          |
| 65                       | توبياس لودفيجسون         |                          |
| 66                       | جياكومو نيزولو           |                          |
| 67                       | روري تاونسند ‏            | لم يبدأ-5                |

| تيم نوفو نورديسك ‏ TNN | تيم نوفو نورديسك ‏ TNN              | تيم نوفو نورديسك ‏ TNN |
| --------------------- | ---------------------------------- | --------------------- |
| م                     | عداء                               | مرتبة                 |
| 71                    | Matyáš Kopecký ‏                    |                       |
| 72                    | Andrea Peron (cyclist, born 1988) ‏ |                       |
| 73                    | Hamish Beadle ‏                     |                       |
| 74                    | Filippo Ridolfo ‏                   |                       |
| 75                    | Alessandro Perracchione ‏           |                       |
| 76                    | Antonio Polga‏                      |                       |
| 77                    | Nathan Smith‏                       | لم يكمل السباق-5      |

| VF Group-Bardiani CSF-Faizanè VBF | VF Group-Bardiani CSF-Faizanè VBF | VF Group-Bardiani CSF-Faizanè VBF |
| --------------------------------- | --------------------------------- | --------------------------------- |
| م                                 | عداء                              | مرتبة                             |
| 81                                | Luca Colnaghi ‏                    |                                   |
| 82                                | Lorenzo Conforti ‏                 |                                   |
| 83                                | Filippo Magli ‏                    |                                   |
| 84                                | Mattia Pinazzi ‏                   |                                   |
| 85                                | Manuele Tarozzi ‏                  |                                   |
| 86                                | Alessandro Tonelli ‏               |                                   |
| 87                                | Enrico Zanoncello ‏                |                                   |

| Unibet Tietema Rockets ‏ TDT | Unibet Tietema Rockets ‏ TDT | Unibet Tietema Rockets ‏ TDT |
| --------------------------- | --------------------------- | --------------------------- |
| م                           | عداء                        | مرتبة                       |
| 91                          | Abram Stockman ‏             |                             |
| 92                          | أندرياس ستوكبرو             |                             |
| 93                          | Hartthijs de Vries ‏         |                             |
| 94                          | Jelle Johannink ‏            |                             |
| 95                          | نيكلاس بيديرسين ‏            |                             |
| 96                          | DEN                         |                             |
| 97                          | Tomáš Kopecký (cyclist) ‏    |                             |

| سبورت فلاندرين بالويس ‏ TFB | سبورت فلاندرين بالويس ‏ TFB | سبورت فلاندرين بالويس ‏ TFB |
| -------------------------- | -------------------------- | -------------------------- |
| م                          | عداء                       | مرتبة                      |
| 101                        | أليكس كولمان ‏              |                            |
| 102                        | Jules Hesters ‏             |                            |
| 103                        | Jasper Dejaegher ‏          | لم يكمل السباق-4           |
| 104                        | Aaron Van Poucke ‏          |                            |
| 105                        | Dylan Vandenstorme ‏        |                            |
| 106                        | Ward Vanhoof ‏              |                            |
| 107                        | Victor Vercouillie ‏        |                            |

| سويس ريسينغ أكادمي ‏ TUD | سويس ريسينغ أكادمي ‏ TUD   | سويس ريسينغ أكادمي ‏ TUD |
| ----------------------- | ------------------------- | ----------------------- |
| م                       | عداء                      | مرتبة                   |
| 111                     | توم بولي                  |                         |
| 112                     | Sebastian Kolze Changizi ‏ |                         |
| 113                     | أرفيد دي كلاين ‏           |                         |
| 114                     | لوكاس أريكسون             |                         |
| 115                     | ألكسندر كامب              |                         |
| 116                     | جويل سوتير                |                         |
| 117                     | ماتيو ترينتين             |                         |

| تيم كووب ‏ TCR | تيم كووب ‏ TCR            | تيم كووب ‏ TCR |
| ------------- | ------------------------ | ------------- |
| م             | عداء                     | مرتبة         |
| 121           | NOR                      |               |
| 122           | NOR                      |               |
| 123           | NOR                      |               |
| 124           | Kalle Kvam‏               |               |
| 125           | NOR                      |               |
| 126           | Halvor Utengen Sandstad ‏ |               |
| 127           | NOR                      |               |

| Mazowsze Serce Polski ‏ MSP | Mazowsze Serce Polski ‏ MSP | Mazowsze Serce Polski ‏ MSP |
| -------------------------- | -------------------------- | -------------------------- |
| م                          | عداء                       | مرتبة                      |
| 131                        | Tomasz Budziński ‏          |                            |
| 132                        | Konrad Czabok ‏             |                            |
| 133                        | ياكوب كازماريك             |                            |
| 134                        | Tobiasz Pawlak ‏            |                            |
| 135                        | POL                        |                            |
| 136                        | Maksymilian Radosz‏         | لم يكمل السباق-2           |
| 137                        | Franciszek Kaczorowski‏     |                            |

| فريق الدراجات Q36.5 ‏ Q36 | فريق الدراجات Q36.5 ‏ Q36 | فريق الدراجات Q36.5 ‏ Q36 |
| ------------------------ | ------------------------ | ------------------------ |
| م                        | عداء                     | مرتبة                    |
| 141                      | Jelte Krijnsen ‏          |                          |

| Parkhotel Valkenburg CT ‏ PHV | Parkhotel Valkenburg CT ‏ PHV | Parkhotel Valkenburg CT ‏ PHV |
| ---------------------------- | ---------------------------- | ---------------------------- |
| م                            | عداء                         | مرتبة                        |
| 142                          | Yanne Dorenbos ‏              | لم يكمل السباق-2             |
| 143                          | يسبر راش ‏                    |                              |
| 144                          | Martijn Rasenberg ‏           |                              |
| 145                          | Maxime Duba‏                  |                              |
| 146                          | Nils Sinschek ‏               |                              |
| 147                          | Luke Verburg‏                 |                              |

| ريستورانت سوري كارل راس ‏ GSH  | ريستورانت سوري كارل راس ‏ GSH | ريستورانت سوري كارل راس ‏ GSH |
| ----------------------------- | ---------------------------- | ---------------------------- |
| م                             | عداء                         | مرتبة                        |
| 151                           | مادس أندرسن ‏                 |                              |
| 152                           | Magnus Bak Klaris ‏           |                              |
| 153                           | ماثياس لارسن ‏                |                              |
| 154                           | DEN                          |                              |
| 155                           | DEN                          |                              |
| 156                           | Stian Rosenlund Richter ‏     |                              |
| 157                           | DEN                          | لم يكمل السباق-2             |
| مدير الرياضة: Claus Pedersen ‏ |                              |                              |

| بي إتش إس - بل بيتون بورنهولم ‏ BPC | بي إتش إس - بل بيتون بورنهولم ‏ BPC | بي إتش إس - بل بيتون بورنهولم ‏ BPC |
| ---------------------------------- | ---------------------------------- | ---------------------------------- |
| م                                  | عداء                               | مرتبة                              |
| 161                                | Tobias Hansen ‏                     |                                    |
| 162                                | Mikkel Øritsland ‏                  |                                    |
| 163                                | DEN                                |                                    |
| 164                                | (Wikidata:Q756617)                 |                                    |
| 165                                | (Wikidata:Q756617)                 |                                    |
| 166                                | Andreas Krogh Jensen ‏              |                                    |
| 167                                | DEN                                |                                    |

| كولوكويك للدراجات ‏ TCQ          | كولوكويك للدراجات ‏ TCQ  | كولوكويك للدراجات ‏ TCQ |
| ------------------------------- | ----------------------- | ---------------------- |
| م                               | عداء                    | مرتبة                  |
| 171                             | Joshua Gudnitz ‏         |                        |
| 172                             | Emil Toudal ‏            |                        |
| 173                             | DEN                     |                        |
| 174                             | Aksel Bech Skot-Hansen ‏ | لم يكمل السباق-5       |
| 175                             | Tore Troelsen ‏          |                        |
| 176                             | DEN                     |                        |
| 177                             | DEN                     |                        |
| مدير الرياضة: كريستيان يورغنسن ‏ |                         |                        |

| فريق الدنمارك لركوب الدراجات للرجال ‏ DEN | فريق الدنمارك لركوب الدراجات للرجال ‏ DEN | فريق الدنمارك لركوب الدراجات للرجال ‏ DEN |
| ---------------------------------------- | ---------------------------------------- | ---------------------------------------- |
| م                                        | عداء                                     | مرتبة                                    |
| 181                                      | Anders Foldager ‏                         |                                          |
| 182                                      | Mathias Norsgaard ‏                       | لم يكمل السباق-2                         |
| 183                                      | Julius Johansen ‏                         |                                          |
| 184                                      | DEN                                      |                                          |
| 185                                      | Johan Price-Pejtersen ‏                   | لم يكمل السباق-2                         |
| 186                                      | DEN                                      |                                          |
| 187                                      | Kasper Andersen (cyclist) ‏               |                                          |
| مدير الرياضة: Michael Berling ‏           |                                          |                                          |

| Lidl–Trek Future Racing ‏ LTF      | Lidl–Trek Future Racing ‏ LTF | Lidl–Trek Future Racing ‏ LTF |
| --------------------------------- | ---------------------------- | ---------------------------- |
| م                                 | عداء                         | مرتبة                        |
| 1                                 | DEN                          |                              |
| 2                                 | Liam O'Brien‏                 |                              |
| 3                                 | Cole Kessler‏                 |                              |
| 4                                 | Matteo Milan ‏                |                              |
| 5                                 | Martin Pedersen ‏             |                              |
| 6                                 | Cameron Rogers (cyclist) ‏    |                              |
| 7                                 | Tim Torn Teutenberg ‏         |                              |
| مدير الرياضة: Sebastian Andersen ‏ |                              |                              |

| أونو-إكس موبيليتي ‏ UXM        | أونو-إكس موبيليتي ‏ UXM | أونو-إكس موبيليتي ‏ UXM |
| ----------------------------- | ---------------------- | ---------------------- |
| م                             | عداء                   | مرتبة                  |
| 11                            | Louis Bendixen ‏        |                        |
| 12                            | Carl-Frederik Bévort ‏  |                        |
| 13                            | Rasmus Bøgh Wallin ‏    |                        |
| 14                            | ماغنوس كورت نيلسن      |                        |
| 15                            | Andreas Leknessund ‏    |                        |
| 16                            | William Blume Levy ‏    |                        |
| 17                            | نيكلاس لارسن           |                        |
| مدير الرياضة: كريستيان أندرسن |                        |                        |

| Team dsm-firmenich PostNL DFP | Team dsm-firmenich PostNL DFP | Team dsm-firmenich PostNL DFP |
| ----------------------------- | ----------------------------- | ----------------------------- |
| م                             | عداء                          | مرتبة                         |
| 21                            | توبياس لوند أندرسن ‏           |                               |
| 22                            | وارن بارجويل                  |                               |
| 23                            | فرانك فان دن بروك ‏            |                               |
| 24                            | الكسندر ادموندسون             |                               |
| 25                            | Johan Dorussen ‏               | لم يكمل السباق-2              |
| 26                            | Nils Eekhoff ‏                 |                               |
| 27                            | شون فلين ‏                     |                               |

| Alpecin-Deceuninck ADC | Alpecin-Deceuninck ADC | Alpecin-Deceuninck ADC |
| ---------------------- | ---------------------- | ---------------------- |
| م                      | عداء                   | مرتبة                  |
| 31                     | سورين كراغ أندرسن      |                        |
| 32                     | توبياس باير            |                        |
| 33                     | Michael Gogl ‏          |                        |
| 34                     | جيمي يانسون            |                        |
| 35                     | Jonas Rickaert ‏        |                        |
| 36                     | Marceli Bogusławski ‏   | لم يكمل السباق-2       |
| 37                     | سيمون دهيرز ‏           |                        |

| UAE Team Emirates UAD | UAE Team Emirates UAD  | UAE Team Emirates UAD |
| --------------------- | ---------------------- | --------------------- |
| م                     | عداء                   | مرتبة                 |
| 41                    | Sjoerd Bax ‏            |                       |
| 42                    | Mikkel Norsgaard Bjerg | لم يكمل السباق-3      |
| 43                    | Finn Fisher-Black ‏     |                       |
| 44                    | ألفارو هودج            |                       |
| 45                    | دومين نوفاك (طريق)     |                       |
| 46                    | إيفو أوليفيرا          |                       |
| 47                    | روي أوليفيرا           |                       |

| Lotto Dstny LTD | Lotto Dstny LTD           | Lotto Dstny LTD |
| --------------- | ------------------------- | --------------- |
| م               | عداء                      | مرتبة           |
| 51              | Jenno Berckmoes ‏          |                 |
| 52              | Logan Currie ‏ (زمني فردي) |                 |
| 53              | جاسبر دي بويست            |                 |
| 54              | ارنو دي لاي (طريق)        |                 |
| 55              | Jarrad Drizners ‏          | لم يبدأ-2       |
| 56              | سيباستيان غرينيار ‏        |                 |
| 57              | Florian Vermeersch ‏       |                 |

| فريق الدراجات Q36.5 ‏ Q36 | فريق الدراجات Q36.5 ‏ Q36 | فريق الدراجات Q36.5 ‏ Q36 |
| ------------------------ | ------------------------ | ------------------------ |
| م                        | عداء                     | مرتبة                    |
| 61                       | Walter Calzoni ‏          |                          |
| 62                       | Nicolò Parisini ‏         |                          |
| 63                       | Filippo Conca ‏           |                          |
| 64                       | فريدريك فريزون           |                          |
| 65                       | توبياس لودفيجسون         |                          |
| 66                       | جياكومو نيزولو           |                          |
| 67                       | روري تاونسند ‏            | لم يبدأ-5                |

| تيم نوفو نورديسك ‏ TNN | تيم نوفو نورديسك ‏ TNN              | تيم نوفو نورديسك ‏ TNN |
| --------------------- | ---------------------------------- | --------------------- |
| م                     | عداء                               | مرتبة                 |
| 71                    | Matyáš Kopecký ‏                    |                       |
| 72                    | Andrea Peron (cyclist, born 1988) ‏ |                       |
| 73                    | Hamish Beadle ‏                     |                       |
| 74                    | Filippo Ridolfo ‏                   |                       |
| 75                    | Alessandro Perracchione ‏           |                       |
| 76                    | Antonio Polga‏                      |                       |
| 77                    | Nathan Smith‏                       | لم يكمل السباق-5      |

| VF Group-Bardiani CSF-Faizanè VBF | VF Group-Bardiani CSF-Faizanè VBF | VF Group-Bardiani CSF-Faizanè VBF |
| --------------------------------- | --------------------------------- | --------------------------------- |
| م                                 | عداء                              | مرتبة                             |
| 81                                | Luca Colnaghi ‏                    |                                   |
| 82                                | Lorenzo Conforti ‏                 |                                   |
| 83                                | Filippo Magli ‏                    |                                   |
| 84                                | Mattia Pinazzi ‏                   |                                   |
| 85                                | Manuele Tarozzi ‏                  |                                   |
| 86                                | Alessandro Tonelli ‏               |                                   |
| 87                                | Enrico Zanoncello ‏                |                                   |

| Unibet Tietema Rockets ‏ TDT | Unibet Tietema Rockets ‏ TDT | Unibet Tietema Rockets ‏ TDT |
| --------------------------- | --------------------------- | --------------------------- |
| م                           | عداء                        | مرتبة                       |
| 91                          | Abram Stockman ‏             |                             |
| 92                          | أندرياس ستوكبرو             |                             |
| 93                          | Hartthijs de Vries ‏         |                             |
| 94                          | Jelle Johannink ‏            |                             |
| 95                          | نيكلاس بيديرسين ‏            |                             |
| 96                          | DEN                         |                             |
| 97                          | Tomáš Kopecký (cyclist) ‏    |                             |

| سبورت فلاندرين بالويس ‏ TFB | سبورت فلاندرين بالويس ‏ TFB | سبورت فلاندرين بالويس ‏ TFB |
| -------------------------- | -------------------------- | -------------------------- |
| م                          | عداء                       | مرتبة                      |
| 101                        | أليكس كولمان ‏              |                            |
| 102                        | Jules Hesters ‏             |                            |
| 103                        | Jasper Dejaegher ‏          | لم يكمل السباق-4           |
| 104                        | Aaron Van Poucke ‏          |                            |
| 105                        | Dylan Vandenstorme ‏        |                            |
| 106                        | Ward Vanhoof ‏              |                            |
| 107                        | Victor Vercouillie ‏        |                            |

| سويس ريسينغ أكادمي ‏ TUD | سويس ريسينغ أكادمي ‏ TUD   | سويس ريسينغ أكادمي ‏ TUD |
| ----------------------- | ------------------------- | ----------------------- |
| م                       | عداء                      | مرتبة                   |
| 111                     | توم بولي                  |                         |
| 112                     | Sebastian Kolze Changizi ‏ |                         |
| 113                     | أرفيد دي كلاين ‏           |                         |
| 114                     | لوكاس أريكسون             |                         |
| 115                     | ألكسندر كامب              |                         |
| 116                     | جويل سوتير                |                         |
| 117                     | ماتيو ترينتين             |                         |

| تيم كووب ‏ TCR | تيم كووب ‏ TCR            | تيم كووب ‏ TCR |
| ------------- | ------------------------ | ------------- |
| م             | عداء                     | مرتبة         |
| 121           | NOR                      |               |
| 122           | NOR                      |               |
| 123           | NOR                      |               |
| 124           | Kalle Kvam‏               |               |
| 125           | NOR                      |               |
| 126           | Halvor Utengen Sandstad ‏ |               |
| 127           | NOR                      |               |

| Mazowsze Serce Polski ‏ MSP | Mazowsze Serce Polski ‏ MSP | Mazowsze Serce Polski ‏ MSP |
| -------------------------- | -------------------------- | -------------------------- |
| م                          | عداء                       | مرتبة                      |
| 131                        | Tomasz Budziński ‏          |                            |
| 132                        | Konrad Czabok ‏             |                            |
| 133                        | ياكوب كازماريك             |                            |
| 134                        | Tobiasz Pawlak ‏            |                            |
| 135                        | POL                        |                            |
| 136                        | Maksymilian Radosz‏         | لم يكمل السباق-2           |
| 137                        | Franciszek Kaczorowski‏     |                            |

| فريق الدراجات Q36.5 ‏ Q36 | فريق الدراجات Q36.5 ‏ Q36 | فريق الدراجات Q36.5 ‏ Q36 |
| ------------------------ | ------------------------ | ------------------------ |
| م                        | عداء                     | مرتبة                    |
| 141                      | Jelte Krijnsen ‏          |                          |

| Parkhotel Valkenburg CT ‏ PHV | Parkhotel Valkenburg CT ‏ PHV | Parkhotel Valkenburg CT ‏ PHV |
| ---------------------------- | ---------------------------- | ---------------------------- |
| م                            | عداء                         | مرتبة                        |
| 142                          | Yanne Dorenbos ‏              | لم يكمل السباق-2             |
| 143                          | يسبر راش ‏                    |                              |
| 144                          | Martijn Rasenberg ‏           |                              |
| 145                          | Maxime Duba‏                  |                              |
| 146                          | Nils Sinschek ‏               |                              |
| 147                          | Luke Verburg‏                 |                              |

| ريستورانت سوري كارل راس ‏ GSH  | ريستورانت سوري كارل راس ‏ GSH | ريستورانت سوري كارل راس ‏ GSH |
| ----------------------------- | ---------------------------- | ---------------------------- |
| م                             | عداء                         | مرتبة                        |
| 151                           | مادس أندرسن ‏                 |                              |
| 152                           | Magnus Bak Klaris ‏           |                              |
| 153                           | ماثياس لارسن ‏                |                              |
| 154                           | DEN                          |                              |
| 155                           | DEN                          |                              |
| 156                           | Stian Rosenlund Richter ‏     |                              |
| 157                           | DEN                          | لم يكمل السباق-2             |
| مدير الرياضة: Claus Pedersen ‏ |                              |                              |

| بي إتش إس - بل بيتون بورنهولم ‏ BPC | بي إتش إس - بل بيتون بورنهولم ‏ BPC | بي إتش إس - بل بيتون بورنهولم ‏ BPC |
| ---------------------------------- | ---------------------------------- | ---------------------------------- |
| م                                  | عداء                               | مرتبة                              |
| 161                                | Tobias Hansen ‏                     |                                    |
| 162                                | Mikkel Øritsland ‏                  |                                    |
| 163                                | DEN                                |                                    |
| 164                                | (Wikidata:Q756617)                 |                                    |
| 165                                | (Wikidata:Q756617)                 |                                    |
| 166                                | Andreas Krogh Jensen ‏              |                                    |
| 167                                | DEN                                |                                    |

| كولوكويك للدراجات ‏ TCQ          | كولوكويك للدراجات ‏ TCQ  | كولوكويك للدراجات ‏ TCQ |
| ------------------------------- | ----------------------- | ---------------------- |
| م                               | عداء                    | مرتبة                  |
| 171                             | Joshua Gudnitz ‏         |                        |
| 172                             | Emil Toudal ‏            |                        |
| 173                             | DEN                     |                        |
| 174                             | Aksel Bech Skot-Hansen ‏ | لم يكمل السباق-5       |
| 175                             | Tore Troelsen ‏          |                        |
| 176                             | DEN                     |                        |
| 177                             | DEN                     |                        |
| مدير الرياضة: كريستيان يورغنسن ‏ |                         |                        |

| فريق الدنمارك لركوب الدراجات للرجال ‏ DEN | فريق الدنمارك لركوب الدراجات للرجال ‏ DEN | فريق الدنمارك لركوب الدراجات للرجال ‏ DEN |
| ---------------------------------------- | ---------------------------------------- | ---------------------------------------- |
| م                                        | عداء                                     | مرتبة                                    |
| 181                                      | Anders Foldager ‏                         |                                          |
| 182                                      | Mathias Norsgaard ‏                       | لم يكمل السباق-2                         |
| 183                                      | Julius Johansen ‏                         |                                          |
| 184                                      | DEN                                      |                                          |
| 185                                      | Johan Price-Pejtersen ‏                   | لم يكمل السباق-2                         |
| 186                                      | DEN                                      |                                          |
| 187                                      | Kasper Andersen (cyclist) ‏               |                                          |
| مدير الرياضة: Michael Berling ‏           |                                          |                                          |

## التصنيف العام النهائي
| التصنيف العام                           | التصنيف العام       | التصنيف العام                        | التصنيف العام  | التصنيف العام |
| العداء                                  | العداء              | الفريق                               | الوقت          |               |
| --------------------------------------- | ------------------- | ------------------------------------ | -------------- | ------------- |
| 1                                       | ارنو دي لاي         | لوتو سودال                           | 18 س 56 د 14 ث |               |
| 2                                       | ماغنوس كورت نيلسن   | أونو-إكس موبيليتي ‏                   | + 1 ث          |               |
| 3                                       | Anders Foldager ‏    | فريق الدنمارك لركوب الدراجات للرجال ‏ | + 27 ث         |               |
| 4                                       | سورين كراغ أندرسن   | البيسين فينيكس                       | + 33 ث         |               |
| 5                                       | Jenno Berckmoes ‏    | لوتو سودال                           | + 41 ث         |               |
| 6                                       | Michael Gogl ‏       | البيسين فينيكس                       | + 51 ث         |               |
| 7                                       | فرانك فان دن بروك ‏  | سنويب                                | + 52 ث         |               |
| 8                                       | ماتيو ترينتين       | سويس ريسينغ أكادمي ‏                  | + 1 د 03 ث     |               |
| 9                                       | شون فلين ‏           | سنويب                                | + 1 د 06 ث     |               |
| 10                                      | Andreas Leknessund ‏ | أونو-إكس موبيليتي ‏                   | + 1 د 29 ث     |               |
|                                         |                     |                                      |                |               |
| مصادر: ProCyclingStats Cycling Quotient |                     |                                      |                |               |

### تصنيف النقاط
| تصنيف النقاط                            | تصنيف النقاط        | تصنيف النقاط         | تصنيف النقاط | تصنيف النقاط |
| العداء                                  | العداء              | الفريق               | النقاط       |              |
| --------------------------------------- | ------------------- | -------------------- | ------------ | ------------ |
| 1                                       | توبياس لوند أندرسن ‏ | سنويب                | 55 نقطة      |              |
| 2                                       | ارنو دي لاي         | لوتو سودال           | 40 نقطة      |              |
| 3                                       | ماغنوس كورت نيلسن   | أونو-إكس موبيليتي ‏   | 35 نقطة      |              |
| 4                                       | Jelte Krijnsen ‏     | فريق الدراجات Q36.5 ‏ | 23 نقطة      |              |
| 5                                       | Jenno Berckmoes ‏    | لوتو سودال           | 17 نقطة      |              |
| 6                                       | سورين كراغ أندرسن   | البيسين فينيكس       | 16 نقطة      |              |
| 7                                       | روي أوليفيرا        | فريق الإمارات        | 16 نقطة      |              |
| 8                                       | ماتيو ترينتين       | سويس ريسينغ أكادمي ‏  | 15 نقطة      |              |
| 9                                       | أرفيد دي كلاين ‏     | سويس ريسينغ أكادمي ‏  | 15 نقطة      |              |
| 10                                      | جياكومو نيزولو      | فريق الدراجات Q36.5 ‏ | 14 نقطة      |              |
|                                         |                     |                      |              |              |
| مصادر: ProCyclingStats Cycling Quotient |                     |                      |              |              |

### تصنيف الجبال
| تصنيف الجبال                            | تصنيف الجبال                                | تصنيف الجبال                   | تصنيف الجبال | تصنيف الجبال |
| العداء                                  | العداء                                      | الفريق                         | النقاط       |              |
| --------------------------------------- | ------------------------------------------- | ------------------------------ | ------------ | ------------ |
| 1                                       | الدنمارك · قميص أبيض منقط بأحمر، تسلق الجبل | Lidl–Trek Future Racing ‏       | 46 نقطة      |              |
| 2                                       | الدنمارك                                    | ريستورانت سوري كارل راس ‏       | 34 نقطة      |              |
| 3                                       | Emil Toudal ‏                                | كولوكويك للدراجات ‏             | 22 نقطة      |              |
| 4                                       | الدنمارك                                    | ريستورانت سوري كارل راس ‏       | 20 نقطة      |              |
| 5                                       | سيباستيان غرينيار ‏                          | لوتو سودال                     | 12 نقطة      |              |
| 6                                       | الدنمارك                                    | كولوكويك للدراجات ‏             | 12 نقطة      |              |
| 7                                       | Konrad Czabok ‏                              | Mazowsze Serce Polski ‏         | 12 نقطة      |              |
| 8                                       | ياكوب كازماريك                              | Mazowsze Serce Polski ‏         | 10 نقطة      |              |
| 9                                       |                                             | بي إتش إس - بل بيتون بورنهولم ‏ | 10 نقطة      |              |
| 10                                      | ارنو دي لاي                                 | لوتو سودال                     | 8 نقطة       |              |
|                                         |                                             |                                |              |              |
| مصادر: ProCyclingStats Cycling Quotient |                                             |                                |              |              |

## تصنيف الفرق

### الفرق حسب الوقت
| تصنيف الفرق حسب الوقت                   | تصنيف الفرق حسب الوقت | تصنيف الفرق حسب الوقت | تصنيف الفرق حسب الوقت |
| الفريق                                  | الفريق                | الوقت                 |                       |
| --------------------------------------- | --------------------- | --------------------- | --------------------- |
| 1                                       | سنويب                 |                       |                       |
|                                         |                       |                       |                       |
| مصادر: ProCyclingStats Cycling Quotient |                       |                       |                       |

## تصانيف فرعية

### تصنيف أفضل شاب
| تصنيف أفضل شاب                          | تصنيف أفضل شاب           | تصنيف أفضل شاب                       | تصنيف أفضل شاب | تصنيف أفضل شاب |
| العداء                                  | العداء                   | الفريق                               | الوقت          |                |
| --------------------------------------- | ------------------------ | ------------------------------------ | -------------- | -------------- |
| 1                                       | ارنو دي لاي              | لوتو سودال                           | 18 س 56 د 14 ث |                |
| 2                                       | Matyáš Kopecký ‏          | تيم نوفو نورديسك ‏                    | + 1 د 59 ث     |                |
| 3                                       | Tim Torn Teutenberg ‏     | Lidl–Trek Future Racing ‏             | + 5 د 24 ث     |                |
| 4                                       | Tore Troelsen ‏           | كولوكويك للدراجات ‏                   | + 9 د 13 ث     |                |
| 5                                       | Dylan Vandenstorme ‏      | سبورت فلاندرين بالويس ‏               | + 10 د 20 ث    |                |
| 6                                       | الدنمارك                 | فريق الدنمارك لركوب الدراجات للرجال ‏ | + 10 د 46 ث    |                |
| 7                                       | Alessandro Perracchione ‏ | تيم نوفو نورديسك ‏                    | + 13 د 19 ث    |                |
| 8                                       | توبياس لوند أندرسن ‏      | سنويب                                | + 15 د 12 ث    |                |
| 9                                       | Victor Vercouillie ‏      | سبورت فلاندرين بالويس ‏               | + 17 د 54 ث    |                |
| 10                                      | الدنمارك                 | فريق الدنمارك لركوب الدراجات للرجال ‏ | + 19 د 13 ث    |                |
|                                         |                          |                                      |                |                |
| مصادر: ProCyclingStats Cycling Quotient |                          |                                      |                |                |

## وصلات خارجية
- الموقع الرسمي
- لمحة عن سباق طواف الدنمارك 2024 على موقع  ProCyclingStats   (برو  سايكلنج  ستاتس) - إحصاءات  محترفي  الدراجات.
- طواف الدنمارك 2024 على موقع إحصائيات الدراجات الإحترافية (الإنجليزية)